# Giuseppe Asclepi

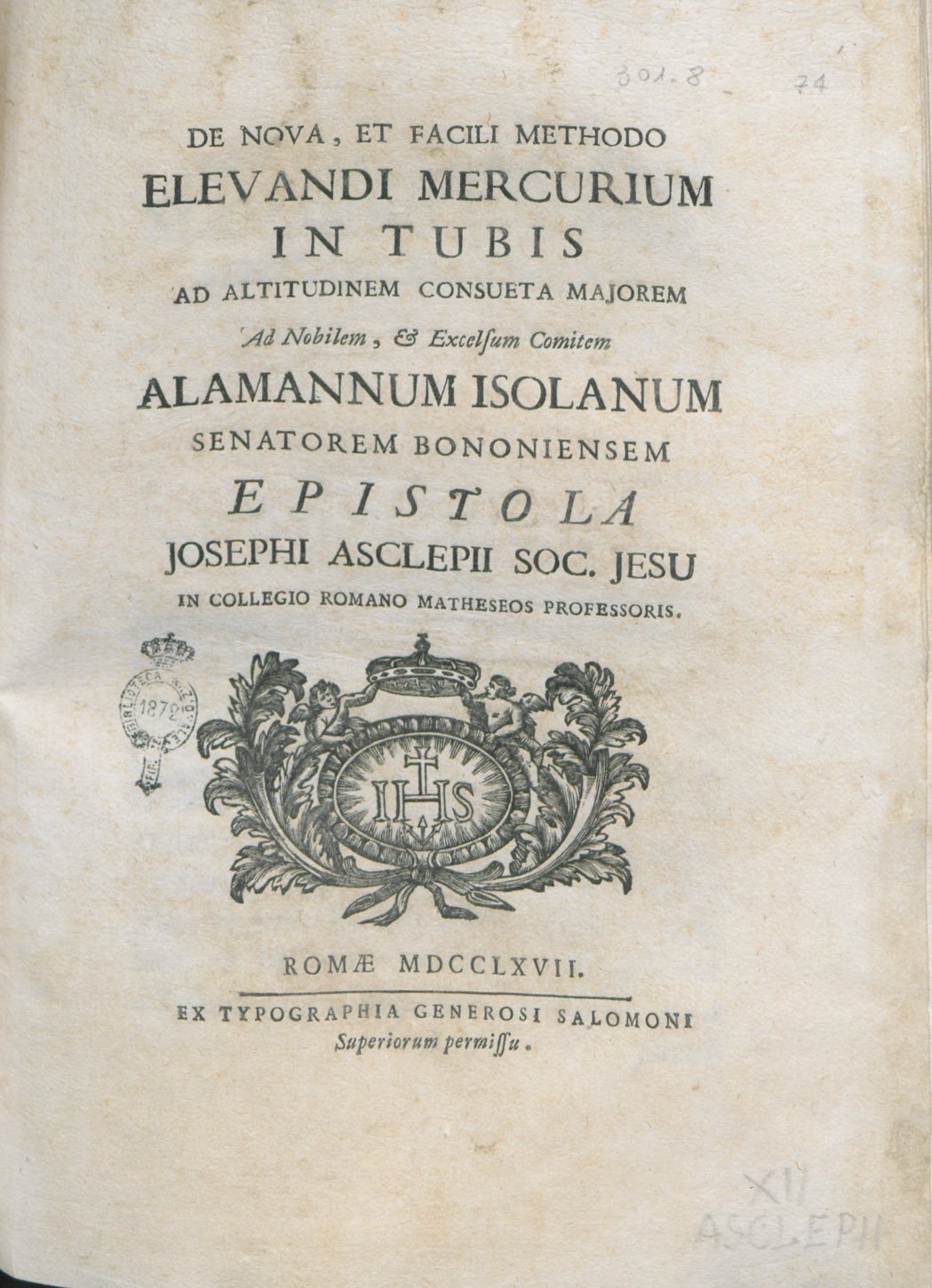
De nova et facili methodo elevandi Mercurium in tubis ad altitudinem consuetam maiorem, 1767

Giuseppe Maria Asclepi (Macerata, 1706 – Roma, 1776) è stato un astronomo e matematico italiano.

## Biografia
Padre gesuita, nel corso della sua attività osservò numerosi fenomeni celesti che descrisse in alcuni suoi trattati, studiando la parallasse solare tentando senza riuscirci di determinarne un'equazione risolutiva. Negli ultimi anni sostituì Ruggiero Giuseppe Boscovich nella cattedra di matematica al Collegio Romano. A lui è intitolato il cratere lunare Asclepi.

## Opere
(elenco parziale)
- Nuova proprietà delle potenze de 'numeri
- Tentamen novae de odoribus theorie, Siena, 1749.
- Lettera sopra l'oriuolo ultramontano, Siena, Bonetti, 1750.
- De veneris per solem transitu exercitatio astronomica habita in Collegio Romano, Roma, 1761.
- De motum gravium rectilineo, Roma, 1762-1763.
- De objectivi micrometri usu in planetarum diametris metiendis. Exercitatio optico-astronomica habita in Collegio Romano a Patribus Societatis Jesu, Roma, 1765.
- (LA) De nova et facili methodo elevandi Mercurium in tubis ad altitudinem consuetam maiorem, Roma, Giovanni Generoso Salomoni, 1767.
- De cometarum motu exercitatio astronomica habita in collegio Romano patribus Societatis Jesu.Prid.Non.Septem, Roma, 1769.